# Преследование ЛГБТ в Чечне

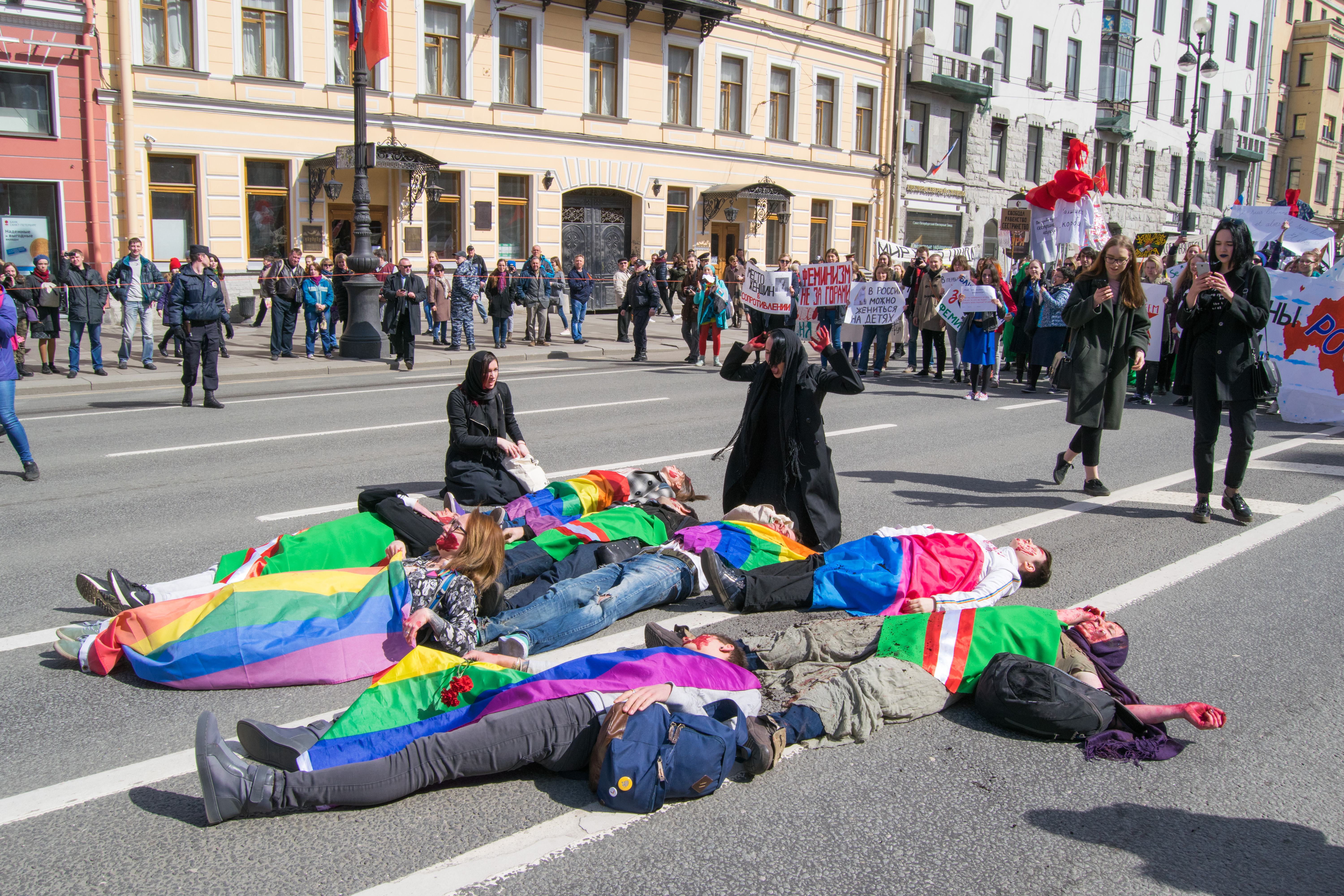
1 мая 2017 года на Невском проспекте в Санкт-Петербурге была организована публичная демонстрация «Чеченские матери оплакивают своих детей» в знак протеста против преследований геев в Чечне

Преследование ЛГБТ в Чеченской Республике включает в себя насильственные похищения, тюремное заключение, пытки и внесудебные убийства, совершаемые властями в отношении лиц на основании их предполагаемой сексуальной ориентации. Неизвестное количество людей, задержанных властями по подозрению в принадлежности к геям, бисексуалам или транс-персонам, по сообщениям, скончались после содержания в местах, которые правозащитные группы и очевидцы назвали концентрационными лагерями.
Первоначально обвинения были опубликованы 1 апреля 2017 года в «Новой газете», в которой сообщалось, что с февраля 2017 года более 100 человек предположительно были задержаны и подвергнуты пыткам, и по крайней мере трое погибли в результате внесудебного убийства. Газета со ссылкой на свои источники в чеченских спецслужбах назвала волну задержаний «профилактической зачисткой». Журналист, который первым сообщил об этом, скрылся. В качестве реакции на публикацию начали раздаваться призывы к репрессиям против журналистов, освещающих ситуацию.
По мере распространения новостей о действиях чеченских властей, которые были охарактеризованы как часть систематической чистки против ЛГБТ, российские и международные активисты попытались эвакуировать выживших из лагерей и других уязвимых чеченцев, но столкнулись с трудностями при получении виз, чтобы безопасно вывести их из России.
Сообщения о преследовании вызвали разную реакцию во всем мире. Глава Чеченской Республики Рамзан Кадыров отрицал не только наличие преследований, но и существование геев в Чечне, добавив, что такие люди будут убиты своими семьями. Официальные лица в Москве были настроены скептически, хотя в конце мая 2017 российское правительство, как сообщается, согласилось отправить следственную группу в Чечню. Многие национальные лидеры и другие общественные деятели на Западе осудили действия Чечни, а также протесты прошли в России и других странах. Отчет, опубликованный в декабре 2018 года Организацией по безопасности и сотрудничеству в Европе (ОБСЕ), подтвердил утверждения о том, что преследования ЛГБТ имели место и были проигнорированы властями.
11 января 2019 года стало известно, что в декабре 2018 года в стране началась еще одна «чистка геев», в ходе которой были задержаны несколько геев. «Российская ЛГБТ-сеть» считает, что задержано около 40 человек, двое убиты.

## Предпосылка
Статус прав ЛГБТ в Чеченской Республике долгое время был источником беспокойства правозащитных организаций (включая Amnesty International), а также был охарактеризован как «особенно мрачный» в Российской Федерации в целом. Он также подвергался критике со стороны правозащитных организаций, таких как Amnesty International, еще до наступления 2017 года. Чечня — это преимущественно мусульманское ультраконсервативное общество, в котором гомофобия широко распространена, а гомосексуальность — табу, а наличие родственника-гея рассматривается как «пятно на всей большой семье».
В Чечне, которая является частью Российской Федерации, действуют федеральные законы России о ЛГБТ. Однако в Чечне, как и в других регионах юга России, президент России Владимир Путин «уполномочил местных лидеров навязывать свое толкование традиционных ценностей, отчасти в попытке поддержать религиозный экстремизм, который в значительной степени ушел в подполье».
Хотя гомосексуальность была легализована в России в 1993 году, в 1996 году сепаратистский президент Чечни Аслан Масхадов принял законы шариата в своей Чеченской Республике Ичкерия, а статья 148 Уголовного кодекса Чечни предусматривает наказание за «мужеложство» после первых двух преступлений и наказывается казнью после третьего преступления. Чечня вернулась к прямому управлению России в 2000 году, формально соблюдая свои федеральные законы и положения о правах человека. Де-факто, она сохраняет некоторую автономию, а нынешний глава Чеченской Республики Рамзан Кадыров «принес ислам в страну, в повседневной жизни Чечни, и геи, раскрывающие свою сексуальную ориентацию, часто подвергаются дискриминации и избеганию со стороны своих семей».

## События 2017 года

### Масштабные рейды и убийства
Задержания начались в феврале 2017 года после того, как чеченец, предположительно совершивший преступление, связанное с наркотиками, был остановлен полицией, а арестовавшие его полицейские обнаружили на телефоне контактную информацию о других геях.
Вторая волна задержаний началась после того, как правозащитная организация Gayrussia.ru обратилась за разрешением на проведение гей-парадов в четырех городах Кабардино-Балкарии в преимущественно мусульманском регионе Северного Кавказа России, но не в самой Чечне. Заявление в этом районе было отклонено властями Кабардино-Балкарии. Последовала демонстрация против геев, а также были опубликованы сообщения в социальных сетях, призывающие к убийству геев различными методами.
Организатор Gayrussia.ru Николай Алексеев отверг предположения о том, что попытки организовать прайд-парады в регионе вызвали насилие в отношении чеченцев-геев, как спекулятивные и необоснованные. Организация не уделяла особого внимания мусульманским округам и подала заявку на получение разрешения на проведение гей-парадов в 90 муниципальных органах власти по всей России в попытке собрать неизбежные отказы, которые будут использованы в деле о свободе собраний и прав геев, которые рассматриваются Европейским судом по правам человека.
В 2017 году Хьюман Райтс Вотч сообщила, что «трудно переоценить, насколько уязвимы ЛГБТ-люди в Чечне, где гомофобия сильна и отличается особой свирепостью. ЛГБТ-людям угрожают не только преследования со стороны властей, но и стать жертвами «убийств чести» «своими родственниками за оскорбление чести семьи». Кадыров поощрял внесудебные казни членов семьи в качестве альтернативы правоохранительным органам. В некоторых случаях геи в тюрьме были освобождены досрочно специально для того, чтобы сделать возможным их убийство родственниками.
Чеченская полиция и военные применяют схемы провокации, при которых жертву заманивают на свидание, избивают и унижают. Производится запись, и в обмен на молчание вымогают деньги за шантаж. Правоохранительные органы Чечни уже ведут списки «подозреваемых». По словам источника Радио Свобода, рейды на геев начались в декабре 2016 года, ненадолго прекратились и возобновились в широком масштабе в феврале 2017 года. Первых геев, задержанных с помощью провокации, пытали, пытаясь раскрыть имена своих знакомых.
Вся переписка в их телефонах была проверена, добавлена в список «подозреваемых». Это привело к экспоненциальному росту числа жертв. Как сообщает «Новая газета», в конце февраля полиция задержала и проверила телефон человека, находившегося в нетрезвом состоянии. В телефоне были «фото и видео откровенного содержания» и «десятки контактов местных гомосексуалистов». Задержанного отправили в «секретную тюрьму». Впоследствии в Чечне началась «волна преследований» как попытка очистить страну от гомосексуалистов или людей, которых считают гомосексуалистами. Сообщается, что чеченская полиция оказывает давление на родителей в регионе, чтобы они убили своих детей, которых они подозревают в гомосексуальности. Сообщается, что для облегчения этого процесса полиция отпускает задержанных под контролем их семей и выгоняет их из мест временного содержания.

### Заключения и пытки
По данным независимых СМИ и правозащитных групп, геев отправляют в подпольные лагеря в Чечне, которые один из очевидцев назвал «Новой газете» «закрытой тюрьмой, о существовании которой официально никто не знает». Около 100 человек были заключены в тюрьму, и как минимум три человека уже умерли. Некоторых охранников в этих якобы неофициальных тюрьмах обвиняют в том, что они отпускают заключенных их родственникам, если родственники обещают убить их (по крайней мере, один человек, по словам свидетеля, умер после возвращения в семью). Одно из мест расположения секретной тюрьмы якобы находится в южном городе Аргун. Другая тюрьма находится в Цоци-Юрте, к югу от столицы Чечни Грозного.
По словам беглецов, опрошенных российской газетой «Новая газета» и британской «Guardian», от 30 до 40 человек содержатся в одной комнате (размером от двух до трех метров) и часто месяцами без суда и следствия. Свидетели сообщают, что их также избивали (с помощью полипропиленовых трубок ниже пояса) и пытали электричеством. Помимо физических пыток, люди сообщают, что над ними издевались, унижали и оскорбляли, а также заставляли убирать в тюрьме и плевали в лицо. В некоторых случаях процесс пыток заканчивается смертью человека, которого пытали.
В мае 2017 года сообщалось, что здание в Аргуне было засыпано обломками сноса и что заключенных перевезли в новое, неизвестное место. Следователи говорят, что заключенных, скорее всего, перевели на тренировочную базу ОМОН в Тереке, примерно в 60 км в Аргуне, но им было отказано во въезде, потому что «идут учения».

#### Максим Лапунов
15 марта 2017 года гей по имени Максим Лапунов был задержан полицией в Грозном и впоследствии доставлен в отделение милиции, где его якобы избивали, пытали и изнасиловали, а также держали в заложниках в течение 12 дней. Лапунов стал единственным человеком, который обратился к официальным жалобам на чеченские власти в 2017 году. Впоследствии суд Северного Кавказа отказал в возбуждении уголовного дела. Министр юстиции Александр Коновалов заявил, что предварительное расследование не обнаружило доказательств арестов и пыток. В мае 2019 года Лапунов подал жалобу в Европейский суд по правам человека (ЕСПЧ), заявив, что Россия не смогла защитить его, поскольку он был арестован и избит полицией в столице Чечни Грозном в 2017 году, и утверждал, что его дело было некорректно расследовано российскими властями.

#### Исчезновение Зелима Бакаева
Во время визита в Грозный на день рождения своей сестры в августе 2017 года чеченский певец Зелим Бакаев из Москвы исчез, и больше его никто не видел. По сообщениям очевидцев в сообщениях местных СМИ, он был арестован силами безопасности, а его мобильный телефон отключился в день его исчезновения. Мать певца обратилась с публичным обращением к президенту Чечни Рамзану Кадырову, но власти Чечни отказались начать расследование исчезновения Бакаева. Джамбулат Умаров, министр национальной политики, внешних связей, печати и информации Чечни сообщил: «Этот парень не ваххабит, не террорист, он не причастен ни к каким делам. Никакие структуры не взяли его, сто лет он никому не нужен был», добавив, что Бакаев «скоро снова объявится».

### Реакция СМИ
Преследование ЛГБТ в Чечне, начавшееся в начале 2017 г., «особенно хорошо задокументировано». Хьюман Райтс Вотч подтвердила, что власти «задержали десятки мужчин по подозрению в том, что они геи, и что в настоящее время они пытают и унижают жертв. Некоторые из мужчин исчезли насильственно. По крайней мере, трое мужчин погибли с тех пор, как началась эта жестокая кампания». В ходе расследования Радио Свобода в апреле 2017 года сообщалось, что заключенных отпускают к своим семьям, если их семьи обещают убить их.
В подробном анализе, опубликованном 26 мая 2017 года Хьюман Райтс Вотч, сообщается о присутствии в лагерях ведущих государственных чиновников во время пыток задержанных. Отчет, который включает графические описания пыток, с которыми столкнулись несколько выживших в лагерях, предполагает, что несколько жертв лагерей все еще находились под стражей на момент его публикации.
В июне 2017 года журналист VICE News посетил ныне заброшенный следственный изолятор в Аргуне, который, как считается, был местом расположения одного из лагерей, и взял интервью у местного министра внутренних дел, который также выполняет функции тюремного надзирателя. Надзиратель отрицал факт жестокого обращения и сказал: «Мои офицеры не захотели бы даже прикасаться к таким людям, если они существуют, не говоря уже о том, чтобы избивать или пытать их». На кадрах из места предварительного заключения мужчина, описавший, как его похитители ударили электрическим током, идентифицировал изолятор в Аргуне как место, где он содержался, а также назвал надзирателя одним из его мучителей.
В декабре 2018 года специальный докладчик Организации по безопасности и сотрудничеству в Европе (ОБСЕ) обнаружил «неопровержимые доказательства того, что имели место серьезные нарушения прав ЛГБТ в Чеченской Республике». ОБСЕ обнаружил, что было несколько волн преследований или «чисток» ЛГБТ: первая с декабря 2016 года по февраль 2017 года; вторая волна с марта по май 2017 года и последующая третья, «которая в значительной степени прекратилась из-за международного протеста». В отчете ОБСЕ было обнаружено, что «все еще были новые случаи, появившиеся в сентябре и октябре 2018 года», а также упоминается , что преследования были последовательными. Лица, подозреваемые в гомосексуальности, были арестованы (дома, на работе или во время путешествий) полицейскими и военными, в частности, одетыми в черное членами СОБРа. Арестованных отправляли в полицейский участок, а затем в следственный изолятор, иногда в «неофициальную тюрьму», например, в Аргун. Арестованных подвергали унижениям, пыткам и допросам, чтобы заставить признаться, «что они геи, и назвать имена других геев»; Методы пыток включали избиение различными предметами, такими как палки, трубки и кабели, а иногда и электрошок. Заключенных часто заставляли работать, иногда мыть машины или полы, а также им отказывали в лечении, питании и воде. Заключенные «подвергались жестокому обращению и пыткам ежедневно, в основном в течение примерно двух недель, или до тех пор, пока они не дали и не подписали признание, не сообщили о других или не выразили готовность сотрудничать». Одни были выкуплены; некоторые были склонны к самоубийству; других передали их родственникам, которым велели убить их, и «во многих случаях жертв заставляли жениться, чтобы сохранить честь семьи».
В 2019 году эксперты Управления Верховного комиссара по правам человека опубликовали заявление, в котором указывается на ухудшение положения ЛГБТ в Чечне: «Жестокое обращение с жертвами якобы стало более жестоким по сравнению с сообщениями за 2017 год. преследуются не только геи в Чечне, но и женщины тоже». Сообщается, что с декабря 2018 года было арестовано более 40 человек. Власти не позволили людям, пытавшимся бежать из республики, сделать это.

### Обновленные сообщения о преследованиях
После некоторого затишья «Российская ЛГБТ-сеть» объявила в июле 2017 года, что снова получает сообщения о преследовании властями чеченцев-геев. Группа выразила сомнение в том, что российское правительство действительно проводило расследование, несмотря на предыдущие утверждения Кремля об обратном.

## События 2021 года

### Похищение Халимат Тарамовой
В июне 2021 года широкий резонанс получила история похищением Халимат Тарамовой. 28 мая девушка сбежала из дома и обратилась за помощью в «Российскую ЛГБТ-сеть». По словам её подруги Анны Маныловой, дома Тарамова получала угрозы и подвергалась насилию из-за своей сексуальной ориентации и желания развестись с мужем. Её лишали связи, запрещали общаться. 6 июня телеграм-канал 1ADAT опубликовал видеообращение Тарамовой, в котором она сообщила, что ушла из дома добровольно из-за регулярных побоев и угроз, и попросила не объявлять себя в федеральный розыск. Но, несмотря на это, 11 июня полиция начала штурм кризисной квартиры («шелтера» от англ. shelter ― убежище) и задержала находившихся там девушек. Затем Тарамову вместе с подругой увезли в МВД Ленинского района Махачкалы, а после нескольких часов разговоров полицейские передали Тарамову людям в штатском, приехавшим на джипах с чеченскими номерами. 14 июня чеченский ГТРК опубликовал видеоинтервью с Тарамовой, записанное дома у ее родителей. В нём Тарамова утверждает, что её права не нарушаются и что у неё всё хорошо, а также отвергает свою принадлежность к ЛГБТ.

## Ответ российских властей

### Заявления властей Чечни и России
Чеченские и российские власти отрицают факт преследований. Пресс-секретарь Рамзана Кадырова Альви Каримов заявил, что геев «просто не существует в республике» и что «если бы такие люди были в Чечне, правоохранительным органам не нужно было бы иметь с ними ничего общего, потому что их родственники отправят их куда-нибудь, откуда нет возврата», что является очевидной отсылкой на так называемое «убийство чести». Каримов позже утверждал, что сообщения о преследованиях ЛГБТ были частью «экономической, политической, психологической и информационной атаки, направленной против России, со стороны американцев и европейцев» и утверждал, что «в Чечне нет ни одного случая ареста по этим основаниям». В телеинтервью в июле 2017 года Кадыров отрицал существование любых геев в Чечне, утверждая: «У нас нет геев. Если они есть, возьмите их в Канаду. Чтобы очистить нашу кровь, если они есть здесь, возьмите их». Кадыров назвал людей, заявивших, что их пытали, «дьяволами» и «недочеловеками». В январе 2019 года, после сообщений о новой волне чисток против геев, начавшейся в декабре 2018 года, министр национальной политики Чечни Джамбулат Умаров заявил, что в сообщениях о чистках виновато «больное воображение» геев. Президент России Владимир Путин через своего официального представителя Дмитрия Пескова одобрил отрицание чеченскими лидерами преследований против геев, а министр иностранных дел России Сергей Лавров заявил, что сообщения не были «основаны на фактах».

### Аресты и преследования активистов и журналистов
«Российская ЛГБТ-сеть», межрегиональная правозащитная организация, базирующаяся в Санкт-Петербурге, пытается помочь тем, кто находится под угрозой, и эвакуировать их из Чечни. В мае 2019 года организация сообщила, что семь человек ворвались в квартиру одного из ее волонтеров в Санкт-Петербурге, где они угрожали активисту и другим сотрудникам физической расправой и убийством, говоря: "Мы отвезем вас в отделение полиции и сломаем все ваши кости". Нападавшие допросили активистов о местонахождении молодой чеченской женщины, сбежавшей из региона, и координатора чрезвычайной программы Российской ЛГБТ-сети Давида Истеева, сообщив «передайте Давиду Истееву, что мы собираемся найти и убить его». Трое из нападавших были опознаны как чеченцы, а четверо заявили, что они сотрудники милиции из столицы Чечни Грозного, но отказались предоставить документы, удостоверяющие личность.
В мае 2017 года пять активистов были арестованы в Москве, когда они направлялись в Генеральную прокуратуру для подачи ходатайства о проведении объективного расследования. По данным Российской ЛГБТ-сети, под петицией были подписи более двух миллионов человек с разных стран. Аресты последовали за инцидентом на первомайском параде в Санкт-Петербурге, в ходе которого, как сообщается, ОМОН задержал 17 протестующих, стремившихся привлечь внимание к насилию против геев в Чечне.
В январе 2019 года ведущий активист российской ЛГБТ-сети Игорь Кочетков подал жалобу в Следственное управление МВД России, назвав 14 человек, которых власти незаконно задерживали и пытали в столице Чечни Грозном. Он также сообщил имя человека, которого якобы убила полиция в январе. Однако после жалобы Али Басханов, лидер проправительственной группы в Чечне, загрузил на YouTube видео с угрозами Кочеткову, назвав его «сыном дьявола», и предупредил, что, если он приедет в Чечню, это будет его "конечная остановка", сообщает Human Rights Watch. Кочетков говорит, что власти не восприняли всерьез его жалобы на угрозу. Теперь он планирует подать в суд на Следственное управление. Хьюман Райтс Вотч призвала Россию защитить активиста и заявила, что «угрозы в адрес Игоря Кочеткова очень серьезны и заслуживают незамедлительной реакции со стороны российских властей. Учитывая опасность, с которой ЛГБТ-люди сталкиваются в Чечне, отсутствие реакции МВД является опасно и неприемлемо».
В мае 2019 года Максим Лапунов, россиянин, который сказал, что его пытали во время преследования, подал жалобу в Европейский суд по правам человека (ЕСПЧ), заявив, что Россия не смогла защитить его, поскольку он был арестован и избит полицией в Столица Чечни Грозный в 2017 году, и его дело не было должным образом расследовано российскими властями.

### Расследование кремлёвского омбудсмена
В конце мая 2017 года, после нескольких недель международного давления, Кремль уполномочил своего уполномоченного по правам человека Татьяну Москалькову провести расследование. В Чечню отправили следователей, но чеченские власти попытались саботировать расследование группы. В 2020 году российская газета «Новая газета» сообщила, что чеченские власти намеренно пытались обмануть Москалькову; на встречах в сентябре 2017 года в Чечне Москалькова встретилась с двумя мужчинами, «которые, по ее мнению, были среди убитых в ходе рейдов, ... что, по всей видимости, было попыткой местных властей опровергнуть сообщения о рейдах»; Фактически, эти мужчины приходились братьями и сестрами двум мужчинам, ставшим жертвами внесудебных казней.

## Международная реакция

Акция протеста и сбор средств во время Amsterdam Pride Walk 2017

Правозащитные организации и иностранные правительства призвали Россию и Чечню положить конец пыткам и убийствам геев.

### Организация Объединенных Наций и другие межправительственные органы
В апреле 2017 года группа из пяти экспертов, которая консультирует Совет по правам человека Организации Объединенных Наций, призвала Чечню «положить конец преследованию людей, считающихся геями или бисексуалами в Чеченской Республике, которые живут в атмосфере страха, подпитываемой гомофобными выступлениями местных властей»; в том же месяце директор Управления по правам человека Организации по безопасности и сотрудничеству в Европе заявил, что Москва должна "срочно расследовать предполагаемое исчезновение, пытки и другие виды жестокого обращения" с геями в Чечне.
В январе 2019 года Управление Верховного комиссара ООН по правам человека выразило обеспокоенность в связи с сообщениями о дополнительных арестах в Чеченской республике и призвало Россию принять меры для прекращения задержаний и жестокого обращения с геями и бисексуалами в Чечне. Экспертами ООН являются Элина Штайнерте, Аньес Калламар, Дэвид Кэй, Виктор Мадригал-Борлоз, Нильс Мельцер, Дубравка Шимонович и Ивана Радачич.
В марте 2019 года ряд стран на 40-й сессии Совета по правам человека выступили с совместным заявлением, в котором призвали к «быстрому, тщательному и беспристрастному расследованию предполагаемого преследования» и привлечению к ответственности виновных. Албания, Аргентина, Австралия, Австрия, Бельгия, Канада, Чили, Коста-Рика, Чехия, Дания, Эстония, Финляндия, Франция, Германия, Исландия, Италия, Ирландия, Латвия, Литва, Люксембург, Мальта, Черногория, Нидерланды, Новая Зеландия, Норвегия, Словения, Испания, Швеция, Швейцария, Украина, Великобритания и Уругвай поддержали совместное заявление; однако Соединенные Штаты при администрации Трампа отказались подписаться под заявлением.
22 марта 2021 года Евросоюз ввел санкции против 11 человек и четырех организаций за нарушение прав человека в мире. В санкционный список попали бывший глава полиции чеченского города Аргун Аюб Катаев, а также вице-премьер правительства Чечни и командир отряда СОБР "Терек" Абузайд Висмурадов. Этих чиновников обвиняют в причастности к преследованиям представителей ЛГБТ в республике и участии в пытках и внесудебных казнях.

### Правозащитные и ЛГБТ-организации
В апреле 2017 года Amnesty International призвала к незамедлительному расследованию и вмешательству, и более 130 000 человек подписали петицию, инициированную организацией против предполагаемых нарушений прав человека. В том же месяце Мемориальный музей Холокоста США осудил преследования геев в Чечне и призвал чеченские и российские власти расследовать этот вопрос и «обеспечить безопасность ЛГБТ-населения в Российской Федерации».
В мае 2017 года три правозащитные организации, базирующиеся во Франции, подали жалобу в Международный уголовный суд, обвинив правительственных чиновников Чечни в геноциде и президента Чечни Кадырова как «логиста» концлагерей. В 2016 году Путин объявил, что Россия, которая подписала, но так и не ратифицировала договор о создании МУС, прекратит свои отношения с этим договором в ноябре 2017 года.
Многие знаменитости и ЛГБТ-активисты, такие как Трой Сиван, Эллен ДеДженерес, Мэтт Бомер, Марк Руффало и Билли Эйхнер, резко осудили преследование ЛГБТ в Чечне.
В апреле 2021 года Европейский центр конституционных прав и прав человека (ECCHR) и неправительственная организация «Российская ЛГБТ-сеть» подали уголовный иск в суд в ФРГ против пяти сторонников главы Чечни Рамзана Кадырова. Авторы иска обвиняют пятерых кадыровских чиновников в преследовании, незаконных арестах, пытках, изнасилованиях и принуждении к убийству как минимум 150 людей по причине их сексуальной ориентации и гендерной идентичности.

### Протесты у дипмиссий России
Сотни людей приняли участие в демонстрациях возле российских дипломатических представительств, протестуя против преследования геев в Чечне. Митинги проходили в апреле 2017 года у посольства России в Лондоне и в январе 2019 года у российского консульства в Нью-Йорке в знак солидарности с геями и лесбиянками, столкнувшимися со «второй волной» преследований в Чечне. По случаю Международного дня памяти жертв Холокоста 27 января 2019 года у посольства России в Лондоне прошла акция протеста, в которой приняли участие около ста человек. В мае 2019 года, в Международный день борьбы с гомофобией, трансфобией и бифобией, ЛГБТ-активисты установили гигантский радужный флаг на ступенях российского посольства в Лондоне, вручив петицию с 65 000 подписями, призывающую российские власти провести расследование преследований.

### Иностранные правительства

#### Франция
Подобные лагеря стали проблемой на президентских выборах во Франции в 2017 году, когда Жан-Люк Меланшон, Бенуа Амон и Эммануэль Макрон осудили за них Чечню, в то время как Франсуа Фийон и Марин Ле Пен хранили молчание. На встрече с Путиным в 2017 году президент Франции Макрон отдельно упомянул о тяжелом положении ЛГБТ-чеченцев и пообещал постоянную бдительность в этом вопросе. По словам Макрона, Путин сообщил, что предпринял шаги для установления «полной правды о деятельности местных властей».

#### Великобритания
В 2017 году британские депутаты Европарламента призвали премьер-министра Терезу Мэй и министра иностранных дел Бориса Джонсона встретиться с послом России. Джонсон осудил преследование геев со стороны чеченского правительства как «возмутительное» и «отвратительное».
В 2019 году министр иностранных дел Алан Дункан заявил: «Преследование ЛГБТ в Чечне является ужасающим ... Российские власти должны защитить свой народ от этих нарушений прав человека и немедленно провести заслуживающее доверия расследование по этим сообщениям, не создавать атмосферы безнаказанности для тех, кто совершает эти нарушения. Мы и международное сообщество неоднократно призывали правительство России провести расследование и привлечь к ответственности виновных в нарушениях прав человека в Чечне, в том числе через Московский механизм ОБСЕ 2018 года".
В декабре 2020 года власти Великобритании ввели персональные санкции против трех российских политиков из-за якобы имевших место пыток и нарушений прав человека в отношении гомосексуалов в Чеченской Республике. Об этом говорится в заявлении МИД Соединенного Королевства.

#### Австралия
В 2017 году министр иностранных дел Австралии Джули Бишоп осудила как аресты, так и лагеря.

#### Канада
В апреле 2017 года правительство Канады назвало «преследование ЛГБТ в Чечне предосудительным», призвав Россию провести расследование и обеспечить безопасность тех, кто находится в опасности.

#### Соединенные Штаты
В апреле 2017 года Госдепартамент США выразил обеспокоенность по поводу «многочисленных достоверных сообщений о задержаниях и смерти ЛГБТ-лиц» в Чечне. В том же месяце пятьдесят членов Конгресса подписали письмо с призывом к государственному секретарю Рексу Тиллерсону, который находился в России в апреле, публично поставить под сомнение достоверность отчетов и оказать давление на российское правительство с целью проведения расследования и прекращения арестов. Также в апреле 2017 года посол США в ООН Никки Хейли заявила: «Мы по-прежнему обеспокоены сообщениями о похищениях, пытках и убийствах людей в Чечне по причине их сексуальной ориентации. Если это правда, это нарушение прав человека нельзя игнорировать - власти Чечни должны немедленно расследовать эти обвинения, привлечь к ответственности всех причастных и принять меры для предотвращения злоупотреблений в будущем». Бывший государственный секретарь и кандидат в президенты 2016 года Хиллари Клинтон осудила события и призвала об администрации президента Дональда Трампа сделать то же самое.
В июне 2017 года Палата представителей США единогласно приняла резолюцию № 351, в которой осудила зверства против ЛГБТ в Чечне и призвала правительство России осудить насилие.
По словам представителя Совета национальной безопасности, тема преследований против геев не поднималась на встрече Трампа с министром иностранных дел Путина Сергеем Лавровым в мае 2017 года. Представитель Белого дома заявила, что она «не на 100 процентов уверена», был ли Трамп проинформирован об этом вопросе. Давая показания перед комитетом Палаты представителей в июне 2017 года, Тиллерсон сообщил, что не обсуждал этот вопрос во время встречи с Лавровым и не знает, поднимал ли Трамп его перед Путиным.
В декабре 2017 года Министерство финансов США ввело санкции в соответствии с Законом Магнитского в отношении Кадырова и другого чеченского чиновника Аюба Катаева, сославшись на «грубые нарушения международно признанных прав человека». санкции замораживают активы и ограничивают возможность передвижения лиц в США. Представитель Путина назвал санкции «незаконными» и указал, что Москва в ответ введет аналогичные ограничения в отношении официальных лиц США. В мае 2019 года правительство США ввело новые финансовые санкции в отношении чеченских чиновников, связанных с облавами на геев в Чечне, в том числе Абузаеда Висмурадова, командира отряда «Терекская специальная группа быстрого реагирования».
В 2018 году Государственный департамент США опубликовал отчеты о соблюдении прав человека за 2017 год. В докладе по России подробно описаны многочисленные нарушения прав человека в отношении ЛГБТ в Чечне за предыдущий год, включая внесудебные убийства ЛГБТ в Чечне; похищение, задержание и пытки мужчин, обвиняемых в том, что они геи, в Чечне в рамках чистки, проводимой чеченскими силами безопасности; неоднократные угрозы насилия со стороны чеченских властей в отношении журналистов, освещающих нарушения прав человека; а также неспособность чеченских и российских властей надлежащим образом устранить нарушения прав человека.
В январе 2019 года Госдепартамент США призвал Россию срочно расследовать сообщения о преследованиях, при этом заместитель пресс-секретаря Роберт Палладино заявил: «Мы глубоко обеспокоены достоверными сообщениями из Чечни о возобновлении нападений на лиц, которых считают членами ЛГБТ-сообщества. Группы гражданского общества сообщают, что с декабря незаконно задержано не менее 40 человек, в том числе двое, которые, как сообщается, скончались в заключении после пыток. Мы призываем Россию выполнить свои международные обязательства и обязательства и свою собственную конституцию, и начать немедленное расследование этих нарушений прав человека».
В декабре 2020 года США ввели новые персональные санкции против руководства Чеченской Республики. Минфин США наложил санкции как на самого Рамзана Кадырова, известного гомофобной риторикой, так и на целый ряд организаций, которые по оценке американского ведомства приносят ему доход. Американское министерство финансов считает, что чеченский лидер и его организация "Кадыровцы" - это специальный полк в составе национальной гвардии причастны к обширному списку серьезных преступлений. Среди них числятся - "убийство политика Бориса Немцова, похищения и пытки гомосексуалов, задержания журналистов и активистов, и другие нарушения прав на свободу религии, собрания и выражения собственного мнения".

#### Германия
Канцлер Германии Ангела Меркель подняла эту тему на встрече с Путиным в мае 2017 года, призвав его оказать влияние, чтобы «обеспечить защиту прав меньшинств».

#### Израиль
Представитель посольства России в Израиле обвинил сообщения о преследовании геев в Чечне «пропагандистской кампанией против России». В письме от 11 мая 2017 года, опубликованном в газете Гаарец, пресс-атташе Дмитрий Алушкин утверждал, что «уполномоченные официальные государственные органы Российской Федерации» провели расследование и что «[нет] жертв преследований, угроз или насилия». Он критиковал граждан Израиля за распространение «фактически неверной информации».

#### Международные усилия
В апреле 2017 года Лилиан Плумен, министр внешней торговли и сотрудничества в области развития Нидерландов, призвала к осуждению 32 членов (Аргентина, Австрия, Бельгия, Канада, Чили, Коста-Рика, Чешская Республика, Эквадор, Эстония, Финляндия, Франция, Германия, Греция, Гондурас, Италия, Мексика, Черногория, Нидерланды, Новая Зеландия, Норвегия, Португалия, Сербия, Словения, Испания, Швеция, Швейцария, Украина, Великобритания, США и Уругвай) возникшей ситуацией. В мае 2017 года в совместном письме на имя министра иностранных дел России Сергея Лаврова министры иностранных дел пяти европейских стран (Великобритании, Франции, Германии, Нидерландов и Швеции) заявили о своей озабоченности ситуацией.

## Эвакуация и убежище
«Российская ЛГБТ-сеть», базирующаяся в Санкт-Петербурге, и Московский комьюнити-центр для ЛГБТ+ инициатив (МКЦ) работают над эвакуацией из Чечни тех, кому угрожает опасность. К июню 2017 года Российская ЛГБТ-сеть сообщила, что 42 человека были эвакуированы в другие части России, где они были в безопасности от непосредственной угрозы задержания, но рисковали быть выслеженными.
В мае 2017 года российские активисты сообщили, что выжившие в чеченских преследованиях против геев испытывали трудности с поиском стран, готовых выдать им визы. К середине мая 2017 года девять человек, переживших преследование, по сообщениям, получили визы - две из Литвы, остальные - из стран, которые министр иностранных дел Литвы Линас Линкявичюс назвал «союзниками», но отказался сообщить их название Линкявичюс призвал другие страны Европейского Союза принимать больше беженцев. С июня 2017 года Германия и Литва предоставили визы для въезда в страны по «гуманитарным» причинам. В августе 2017 года правительство Нидерландов изменило политику, разрешив ЛГБТ из Чечни почти автоматически получать статус «просителей убежища» и одобрила въезд в Нидерланды.
К 2019 году «Российская ЛГБТ-сеть» помогла более 140 чеченским геям эмигрировать в европейские страны и Канаду; никто не был переселен в Соединенные Штаты. Некоммерческая организация Rainbow Railroad из Торонто, Канада, работала с Российской ЛГБТ-сетью, чтобы установить безопасные маршруты из региона и помочь людям из группы риска в побеге. В середине 2017 года правительство Канады незаметно предоставило убежище 22 геям и лесбиянкам в сотрудничестве с Rainbow Railroad. В декабре 2018 года министр иностранных дел Канады Христя Фриланд заказала воздушный транспорт, который доставил 57 чеченских беженцев из числа ЛГБТ в Канаду.
Правительство США предложило лишь ограниченную помощь ЛГБТ-чеченцам, столкнувшимся с преследованиями. В сентябре 2017 года газета Washington Post сообщила, что «лишь небольшое количество чеченцев из числа ЛГБТ, которые нашли убежище в Соединенных Штатах в последние годы» - намного меньше, чем количество желающих эмигрировать. В мае 2017 года «Российская ЛГБТ-сеть» сообщила о безрезультатных переговорах с представителями американского посольства, в ходе которых им сказали, что «нет политической воли» выдавать американские визы беженцам. Кампания за права человека, правозащитная группа ЛГБТ, призвала США принять чеченских ЛГБТ-искателей и беженцев, отметив, что «активисты заявляют, что США еще не приняли ни одного чеченского беженца, а некоторым российским правозащитникам сообщили, что США визы для чеченцев из числа ЛГБТ недоступны». Одна чеченская трансгендерная женщина бежала из России в апреле 2016 года после преследований и нападений; она поехала в Мексику и пересекла границу Соединенных Штатов, где федеральный судья США предоставил ей убежище в августе 2017 года из-за опасной ситуации для ЛГБТ в России. В мае 2019 года один чеченец-гей подал прошение о предоставлении убежища в США, куда он бежал в ноябре 2018 года после нападения в Москве.